# Цекцин (гміна)
Гміна Цекцин (пол. Gmina Cekcyn) — сільська гміна у північній Польщі. Належить до Тухольського повіту Куявсько-Поморського воєводства.
Станом на 31 грудня 2011 у гміні проживало 6604 особи.

## Площа
Згідно з даними за 2007 рік площа гміни становила 253.32 км², у тому числі:
- орні землі: 23.00%
- ліси: 68.00%

Таким чином, площа гміни становить 23.56% площі повіту.

## Населення
Станом на 31 грудня 2011:
| Опис     | Загалом | Загалом | Чоловіки | Чоловіки | Жінки | Жінки |
| -------- | ------- | ------- | -------- | -------- | ----- | ----- |
| одиниця  | осіб    | %       | осіб     | %        | осіб  | %     |
| все      | 6604    | 100     | 3283     | 49.71    | 3321  | 50.29 |
| міське   | 0       | 100     | 0        |          | 0     |       |
| сільське | 6604    | 100     | 3283     | 49.71    | 3321  | 50.29 |

## Сусідні гміни
Гміна Цекцин межує з такими гмінами: Ґостицин, Льняно, Любево, Осе, Шлівіце, Тухоля.